# ناعومي جاكوبسون
ناعومي جاكوبسون (بالإنجليزية: Naomi Jacobson)‏ هي نحّاتة جنوب أفريقية، ولدت في 1 يونيو 1925، وتوفيت في 2016.